# Afromastax fitzgeraldi
Afromastax fitzgeraldi är en insektsart som beskrevs av Marius Descamps 1977. Afromastax fitzgeraldi ingår i släktet Afromastax och familjen Thericleidae. Inga underarter finns listade i Catalogue of Life.